# Hendrik Frans Schaefels

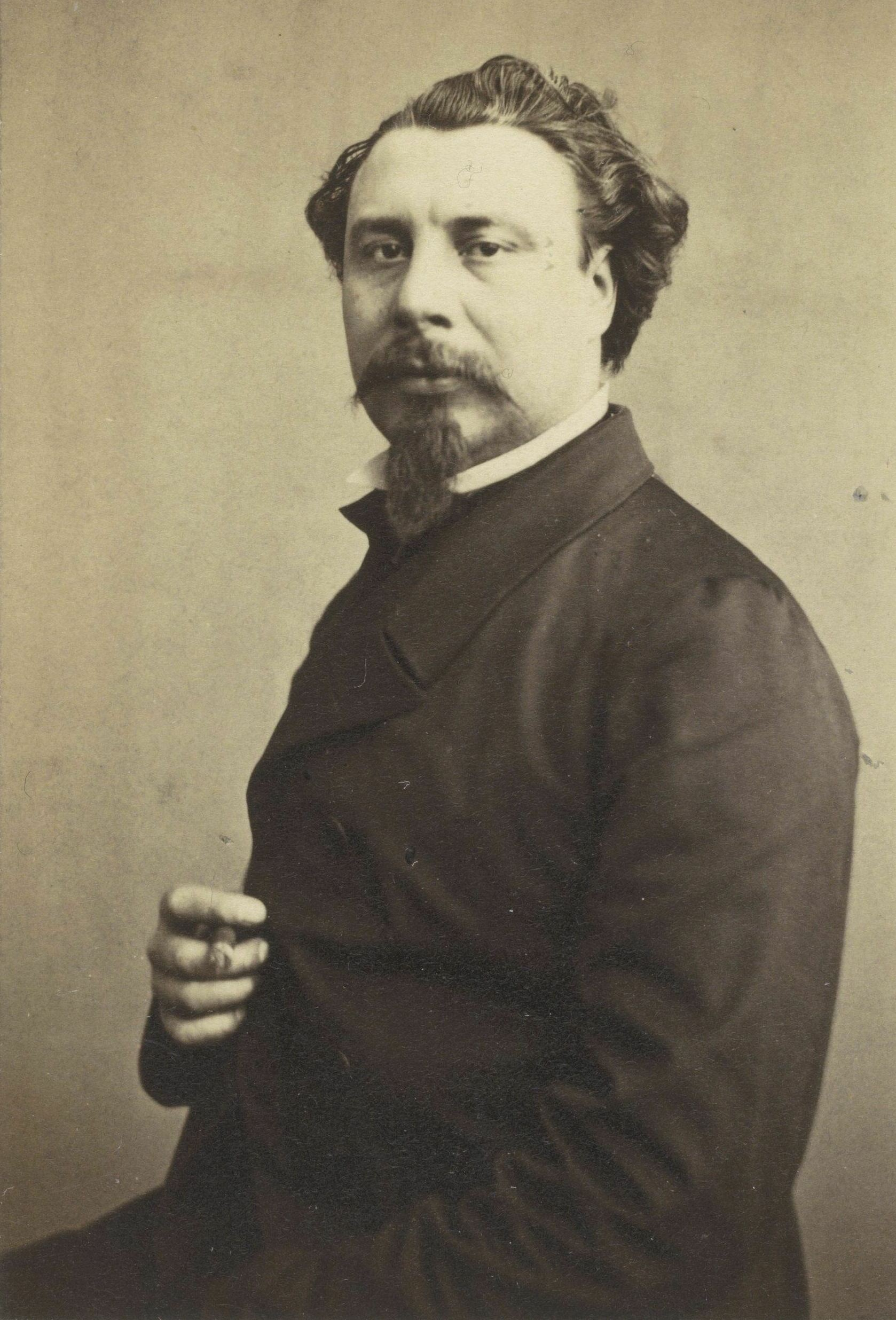
Hendrik Frans Schaefels

Hendrik Frans Schaefels o Henri François Schaefels, conocido también como Rik Schaefels y Henri François Schaefels ( Amberes, 2 de diciembre de 1827 - Amberes, 9 de junio de 1904) fue un pintor, dibujante y grabador romántico belga conocido por sus paisajes marinos, paisajes urbanos, pinturas de género, paisajes con figuras y cuadros de historia. Trabajó en el estilo romántico popular en Bélgica a mediados del siglo XIX y fue muy estimado en Europa por sus representaciones de batallas navales históricas.

## Vida

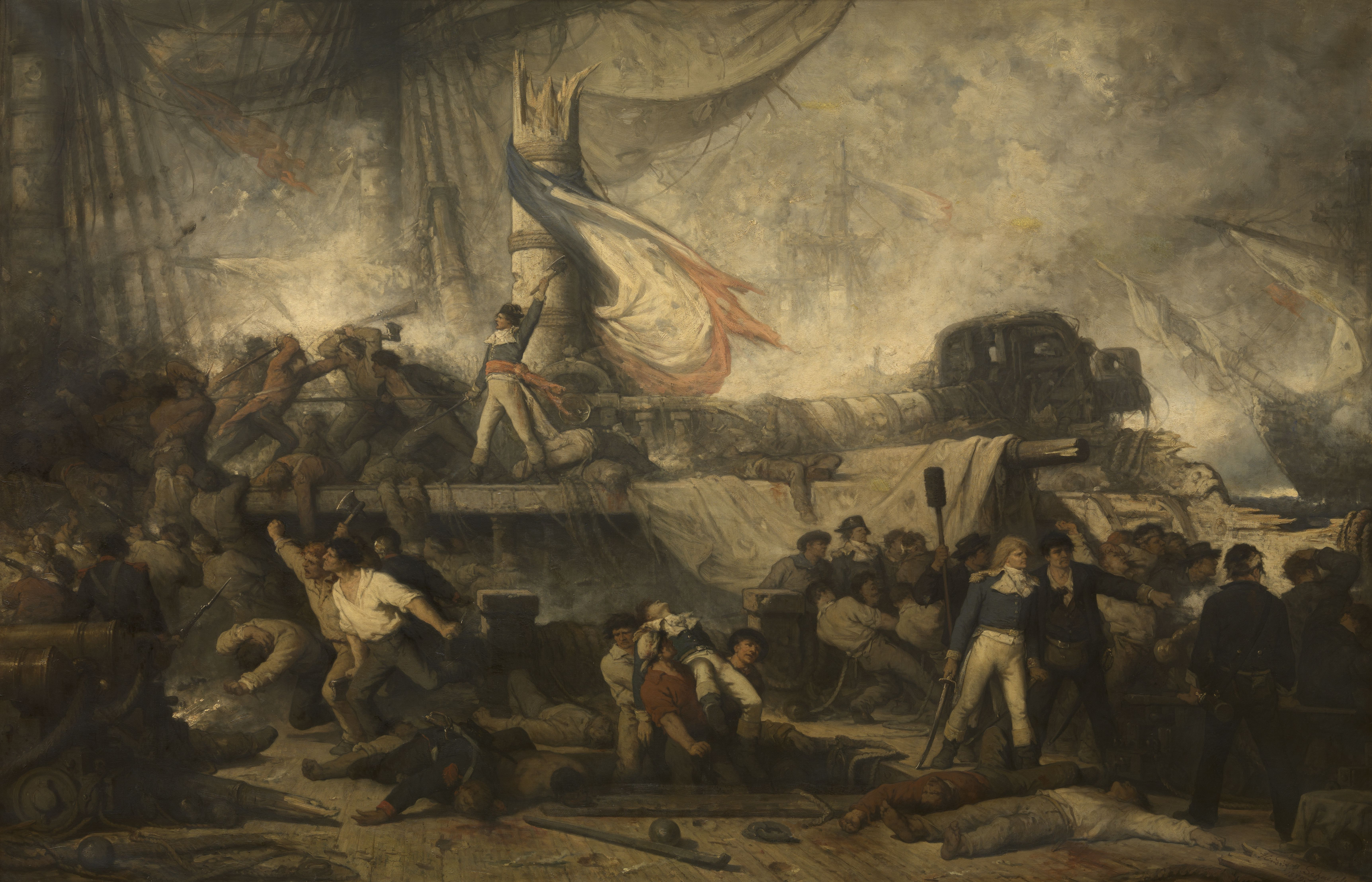
El navío Algeciras en la batalla de Trafalgar

Hendrik Frans Schaefels era hijo de Hendrik Raphael Schaefels, un pintor decorativo que trabajaba en estilo neoclásico y profesor de diseño decorativo en la Academia de Amberes. Su hermano mayor Lucas Victor Schaefels (1824-1885) se convirtió en un pintor de éxito, dibujante de bodegones y maestro en la Academia de Amberes.
Hendrik Frans Schaefels estudió en la Academia de Amberes del pintor paisajista Jan Baptiste de Jonghe y del pintor paisajista y marino Jacob Jacobs. Después de dejar la Academia, trabajó entre sus 15 y 17 años en el estudio de Jan Michiel Ruyten, un pintor de paisajes urbanos, el trabajo de Ruyten tuvo gran influencia en los propios paisajes urbanos de Schaefels. Un paisaje marino de Schaefel fue aceptado en el salón trianual de Amberes cuando el artista tenía solo 17 años. 
Schaefels pasó toda su carrera en Amberes. Era amigo de destacados artistas e intelectuales de Amberes como Hendrik Conscience, Jan Lambrecht Domien Sleeckx, Max Rooses, Frans Van Kuyck y Peter Benoit . Schaefels era miembro de la asociación 'Artibus Patriae', fundada en 1865 con el objetivo de apoyar nuevas adquisiciones por parte de los museos de Amberes. Estuvo por un tiempo involucrado en la política local para el Partido Católico. De 1869 a 1872 ocupó un puesto en el ayuntamiento de Amberes, donde representó los intereses de los artistas y la promoción del arte en general.

## Trabajo

### General

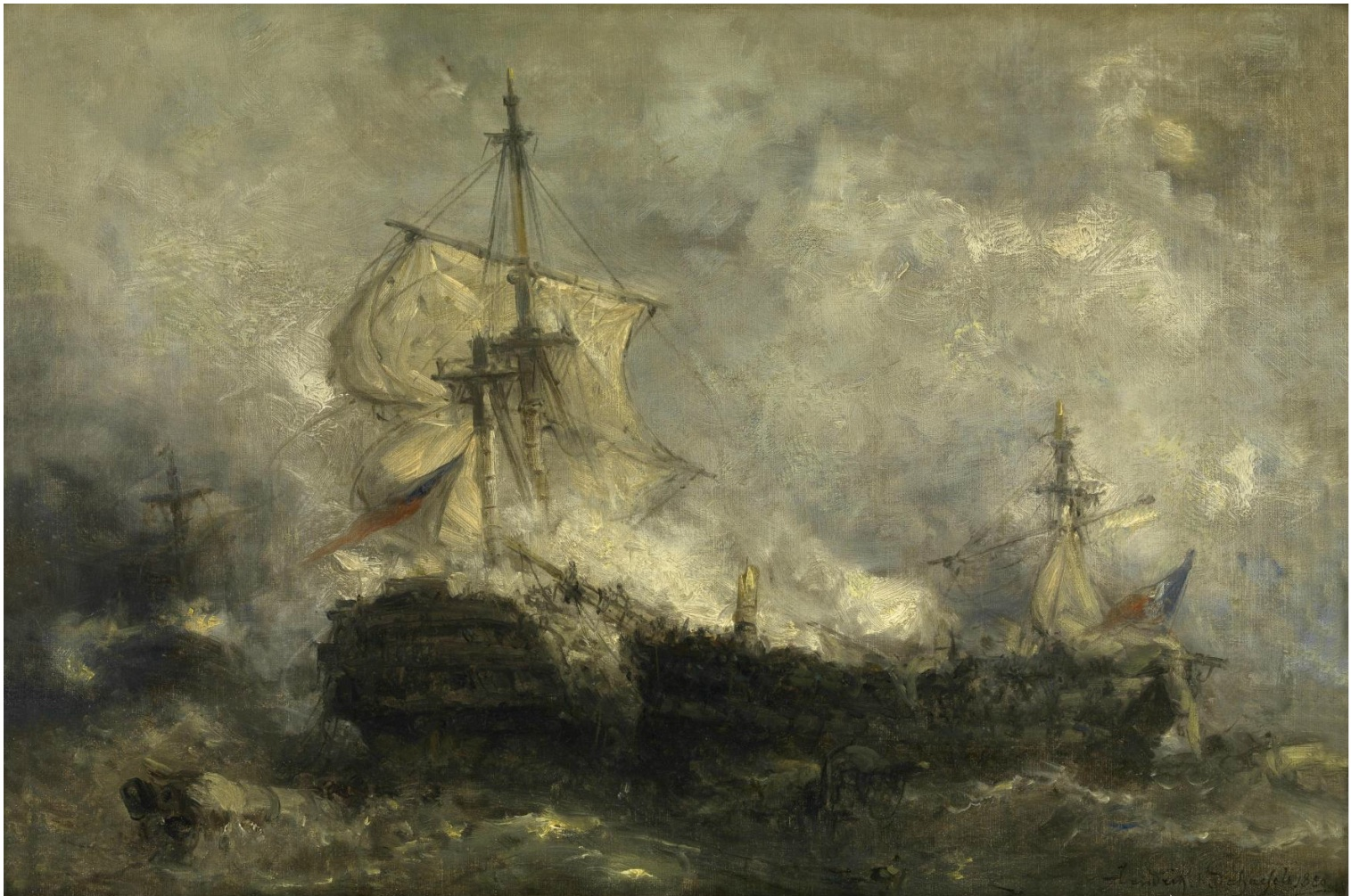
Batalla naval

Hendrik Frans Schaefels trabajó en muchos géneros, como pinturas de historia, paisajes marinos, pinturas de género, paisajes con figuras y paisajes urbanos. Sus primeros trabajos, influenciados por Jan Michiel Ruyten, consistieron principalmente en paisajes urbanos de Amberes y escenas de género. Ahora es conocido principalmente por sus paisajes marinos que a menudo representan hechos históricos como batallas navales y por sus paisajes urbanos de Amberes. 

### Pinturas marinas
En el momento en que Schaefels comenzó su carrera artística en Bélgica estaba muy extendido arte romántico. Pintores románticos belgas como Gustaar Wappers (1803-1874), Nicaise de Keyser (1813-1887), Edouard Hamman (1819-1888) y Gallait Louis (1810-1887) obtuvieron éxito internacional con sus pinturas de historia. Estos generalmente representaban eventos gloriosos o famosos en la historia de lo que se convirtió en el estado de Bélgica, que se había establecido recientemente como un país independiente en 1830. Tales temas históricos fueron los temas favoritos de los artistas que trabajaron en los años 1830 a 1850. 
Hendrik Frans Schaefels combinó en su trabajo esta tradición de pintura de historia y arte marino. Destacó en sus dramáticas representaciones de batallas navales y otros eventos históricos que tuvieron lugar en el mar, como la Batalla de Trafalgar, episodios de las guerras entre Inglaterra y la República Holandesa. Sus grandes composiciones, con tamaños que varían de 2 a 9 metros de largo,  muestran a menudo un diseño pseudobarroco. Schaefels pintó ambas composiciones que representan una batalla naval completa, así como más episodios anecdóticos que representan la acción en la cubierta de un solo buque de guerra como en la Muerte de Nelson. Para sus batallas navales se basó en literatura histórica y materiales impresos.
Schaefels también pintó eventos marinos más recientes y pacíficos como la Reina Victoria a bordo del Royal Yacht, que representa la visita a Ostende en 1843 de la Reina Victoria con su esposo, el Príncipe Alberto.

### Paisajes urbanos y pinturas de género

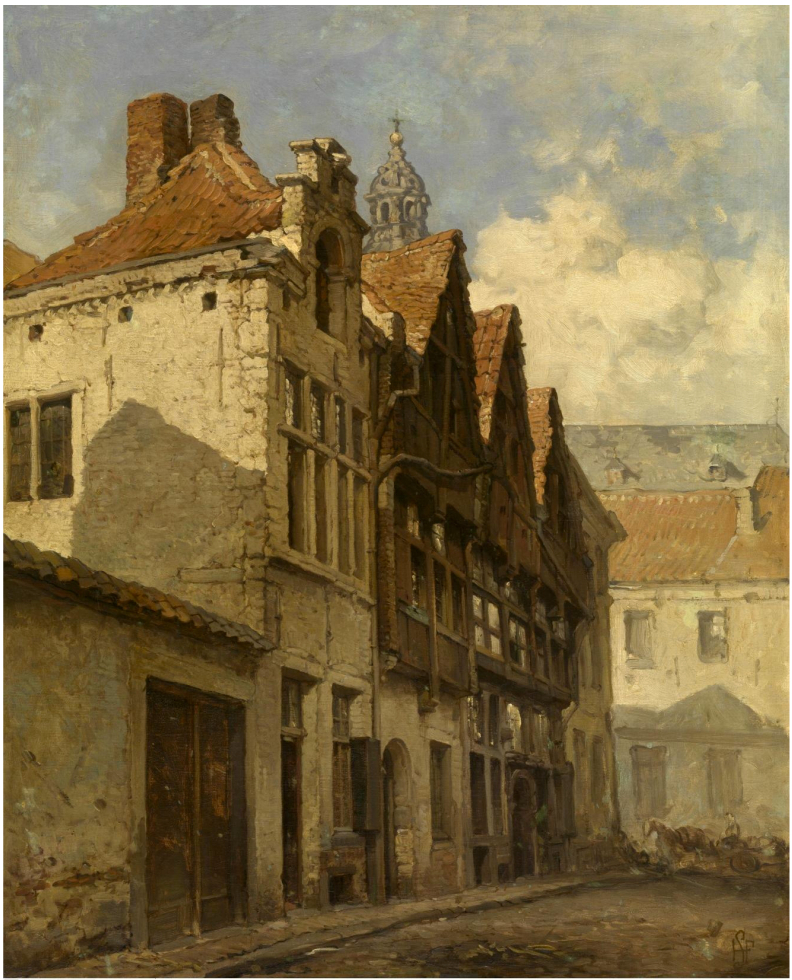
Stoelstraatje y la torre de la iglesia de San Pablo

Hendrik Frans Schaefels pintó muchas vistas de la ciudad de Amberes que proporcionan evidencia documental importante sobre cómo era la ciudad en el siglo XIX. Estas obras muestran la influencia de su maestro Jan Michiel Ruyten. Al igual que otros pintores románticos belgas como Henri Leys y Nicaise De Keyser se inspiró en el Fausto de Goethe como se ve en la Escena del Fausto de Goethe  (1863, subastado en Dorotheum el 15 de febrero de 2011 en Viena, lote 31). Una composición interesante pintada por Schaefels dos veces es La tumba de Rubens y su familia en su apertura en 1855 . La composición muestra la tumba abierta de Rubens iluminada por velas y, por lo tanto, es al mismo tiempo un documento del evento, así como una expresión de la veneración romántica de Schaefels por el gran maestro de Amberes Rubens.
Schaefles también pintó en su carrera una serie de escenas de género como Admirando al recién nacido (1857, subastado en Christie's del 19 al 20 de septiembre de 2006 en Ámsterdam, lote 204).

### Ilustraciones
Hendrik Frans Schaefels fue muy solicitado como ilustrador de libros y realizó ilustraciones para varias publicaciones contemporáneas. Ilustró la colección de cuentos cortos de 1854 titulada 'Dorpsverhalen' ("Historias de la aldea") del escritor flamenco Jan Renier Snieders y fue uno de los ilustradores de la novela 'De gasthuisnon: een verhael uit onzen tyd' ('La monja del hospital: una historia de nuestro tiempo') por August Snieders .
Fue uno de los varios artistas gráficos belgas, como Adolf Dillens y Félicien Rops, que proporcionó ilustraciones para la segunda edición de 'La leyenda de Thyl Ulenspiegel y Lamme Goedzak' publicada en París en 1869.

### Dibujos y obra gráfica

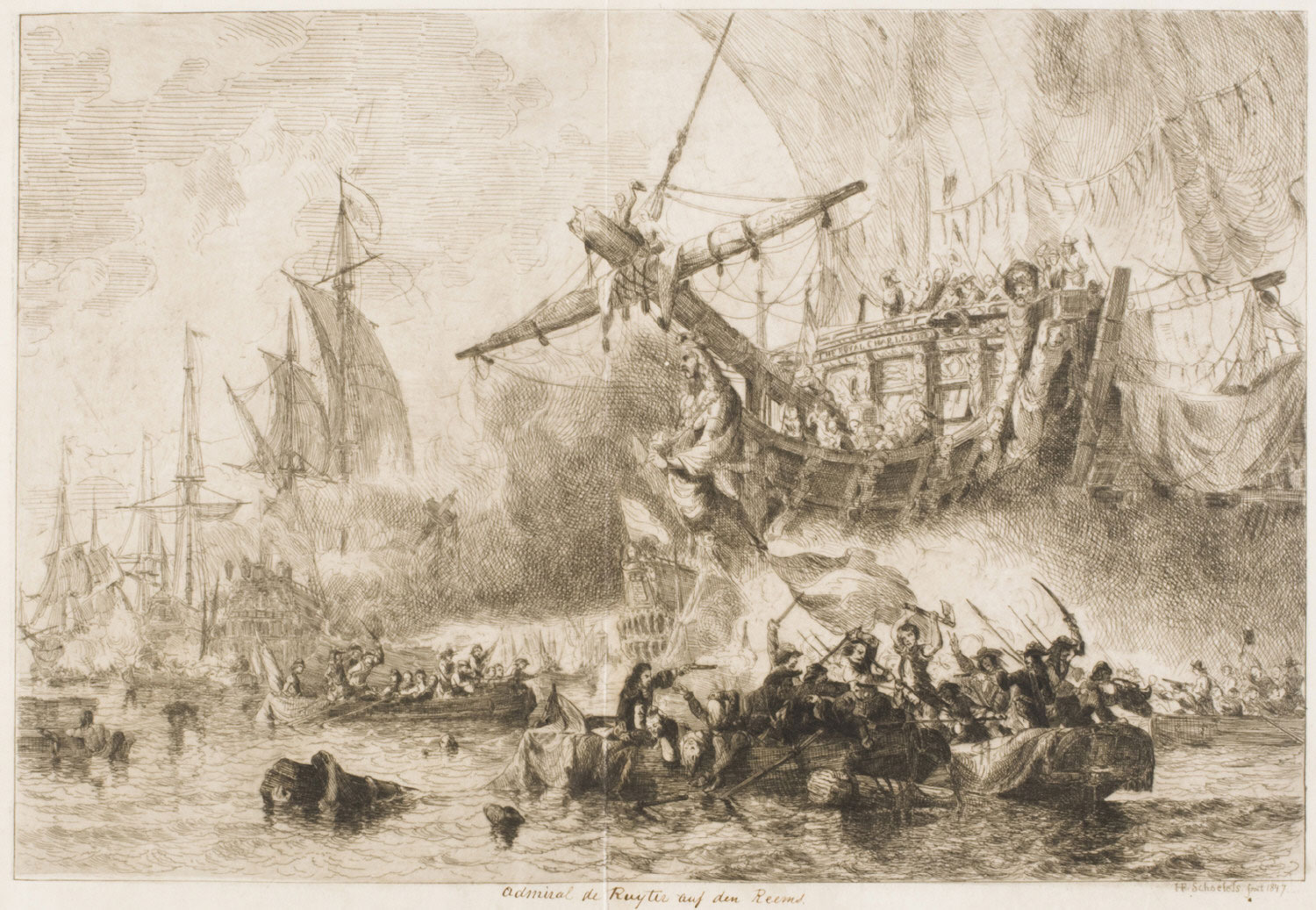
Almirante Ruyter en el río Támesis

Hendrik Frans Schaefels hizo muchos dibujos que sirvieron de estudio para sus pinturas. Pasaba gran parte de su tiempo al aire libre dibujando barcos, las actividades que se desarrollaban en el puerto de Amberes y casas  en las calles de Amberes. Sus dibujos son cuidadosos y pintorescos. Incluyen estudios de todo tipo de barcos, cuchillos, garrotes, personas en los muelles, los astilleros y los primeros barcos de vapor como el "British Queen" y el "Barón Osy". Los dibujos y las notas que Schaefels agregó a sus dibujos proporcionan información histórica sobre el transporte marítimo y fluvial de la época. Una selección de sus dibujos se encuentra en la colección del Museo Plantin-Moretus en Amberes.
Schaefels fue un ávido grabador y sus trabajos representan los mismos temas que sus dibujos y se ejecutan con un estilo suelto. 